# Campeonato Mundial de Curling Femenino de 1996
El XVIII Campeonato Mundial de Curling Femenino se celebró en Hamilton (Canadá) entre el 23 y el 31 de marzo de 1996 bajo la organización de la Federación Mundial de Curling (WCF) y la Federación Canadiense de Curling.
Las competiciones se realizaron en el Copps Coliseum de la ciudad canadiense.

## Tabla de posiciones
| Pos | Equipo         | G | P | G–P |
| --- | -------------- | - | - | --- |
| 1   | Canadá         | 8 | 1 | –   |
| 2   | Estados Unidos | 7 | 2 | –   |
| 3   | Alemania       | 6 | 3 | –   |
| 4   | Noruega        | 5 | 4 | 1–0 |
| 5   | Escocia        | 5 | 4 | 0–1 |
| 6   | Japón          | 4 | 5 | –   |
| 7   | Dinamarca      | 3 | 6 | –   |
| 8   | Suiza          | 3 | 6 | –   |
| 9   | Suecia         | 3 | 6 | –   |
| 10  | Finlandia      | 1 | 8 | –   |

## Cuadro final
|  | Semifinales    | Semifinales    |   |         | Final        | Final |  |
|  |                |                |   |         |              |       |  |
|  |                |                |   |         |              |       |  |
|  | Canadá         | 6              |   |         |              |       |  |
|  | Noruega        | 5              |   |         |              |       |  |
|  |                |                |   |         |              |       |  |
|  |                |                |   |         |              |       |  |
|  |                |                |   |         | Canadá       | 5     |  |
|  |                | Estados Unidos | 2 |         |              |       |  |
|  |                |                |   |         |              |       |  |
|  |                |                |   |         |              |       |  |
|  |                |                |   |         | Tercer lugar |       |  |
|  |                |                |   |         |              |       |  |
|  | Estados Unidos | 8              |   | Noruega | 11           |       |  |
|  | Alemania       | 2              |   |         | Alemania     | 5     |  |